# Villeneuve-au-Chemin
Villeneuve-au-Chemin är en kommun i departementet Aube i regionen Grand Est (tidigare regionen Champagne-Ardenne) i nordöstra Frankrike. Kommunen ligger  i kantonen Ervy-le-Châtel som ligger i arrondissementet Troyes. År 2022 hade Villeneuve-au-Chemin 196 invånare.

## Befolkningsutveckling
Antalet invånare i kommunen Villeneuve-au-Chemin
Referens: INSEE

## Galleri

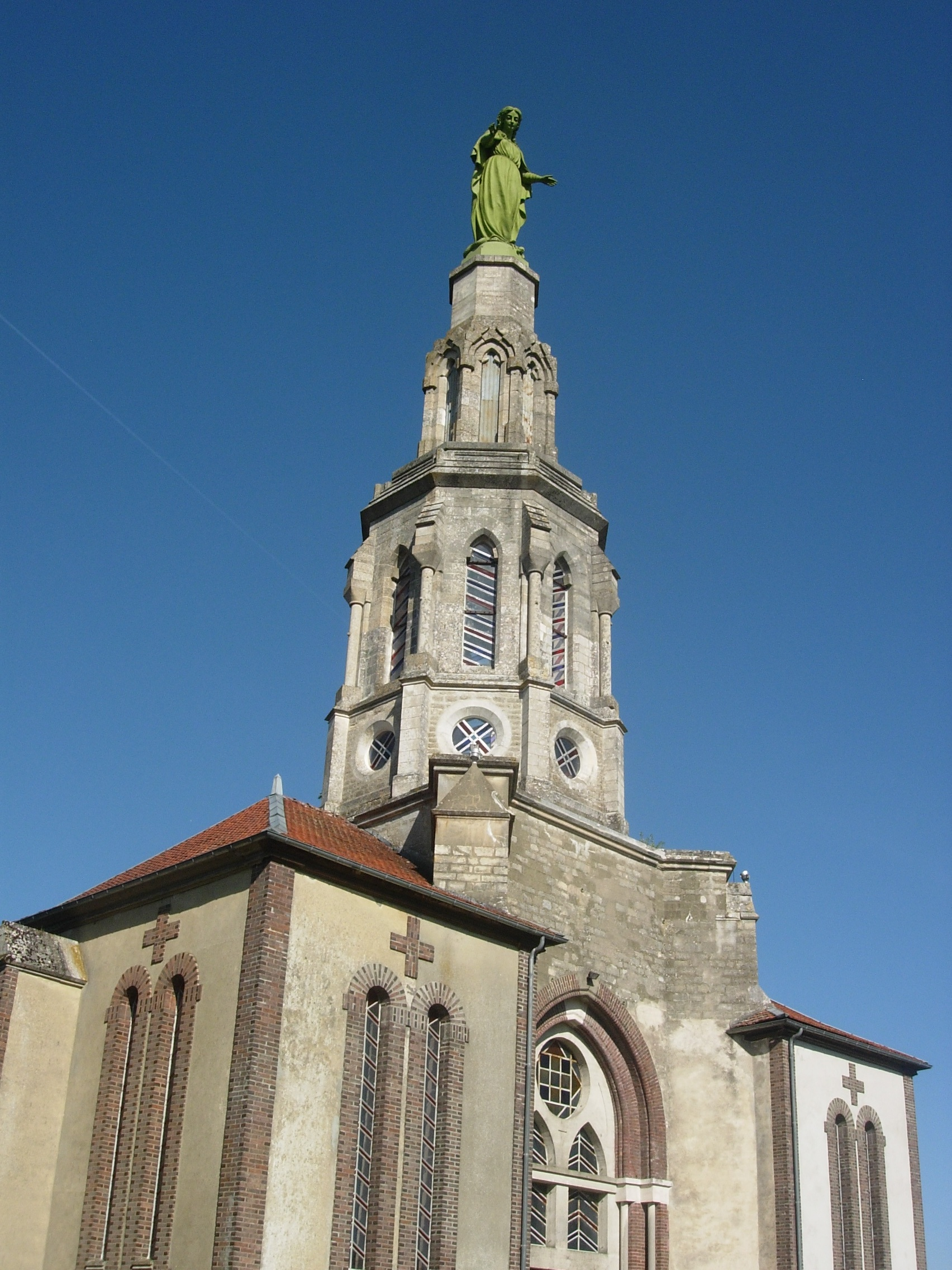
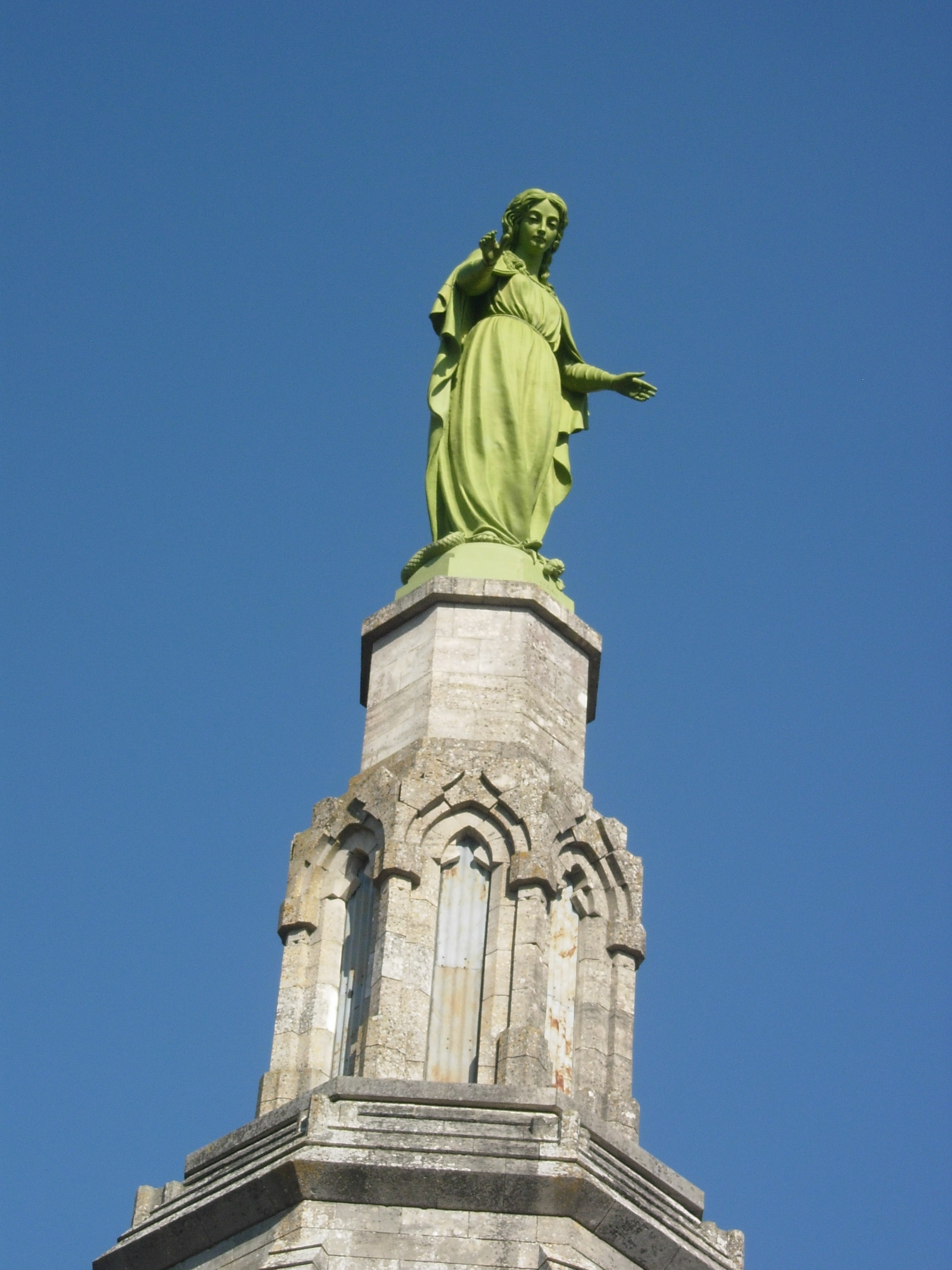
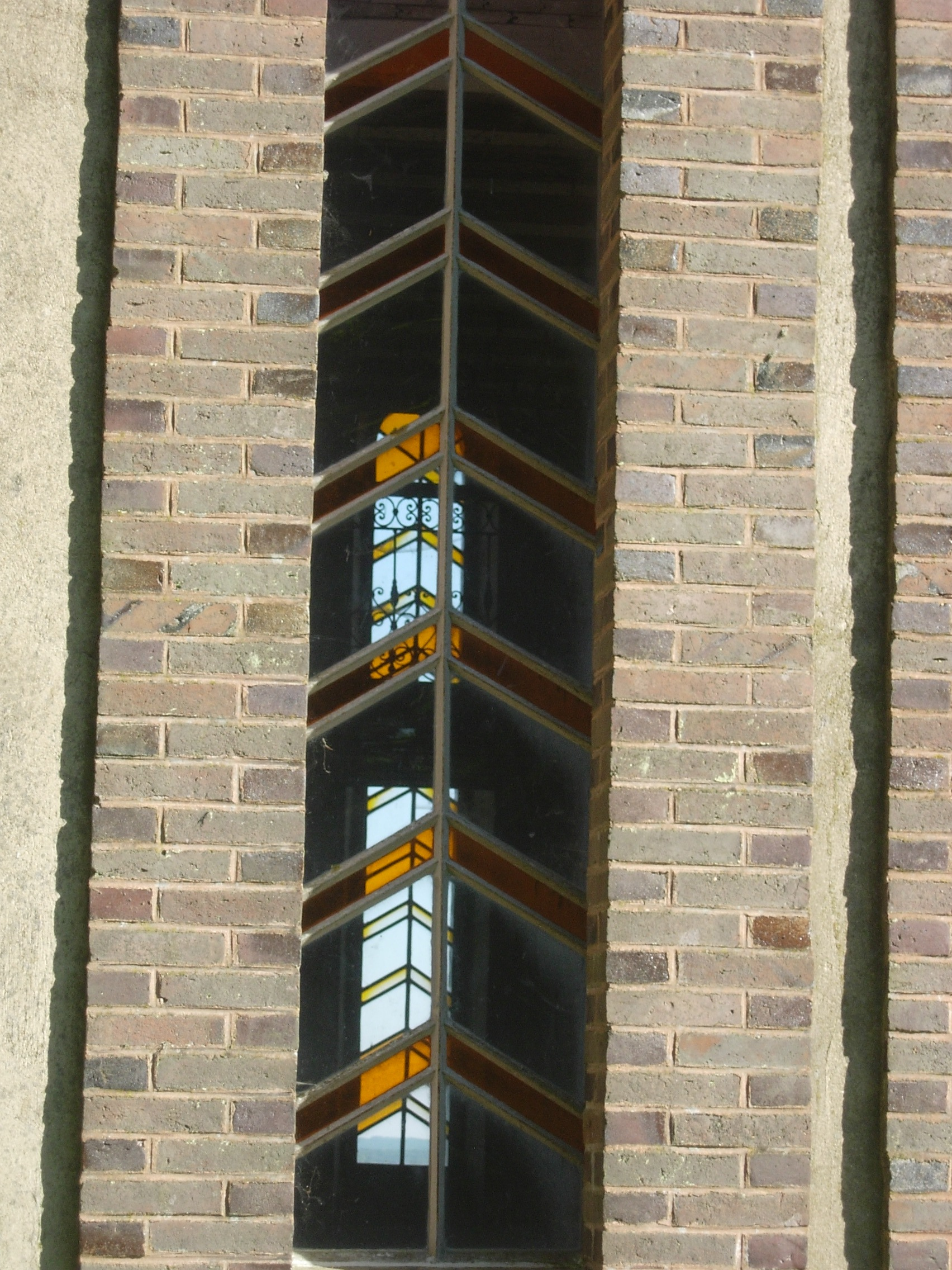
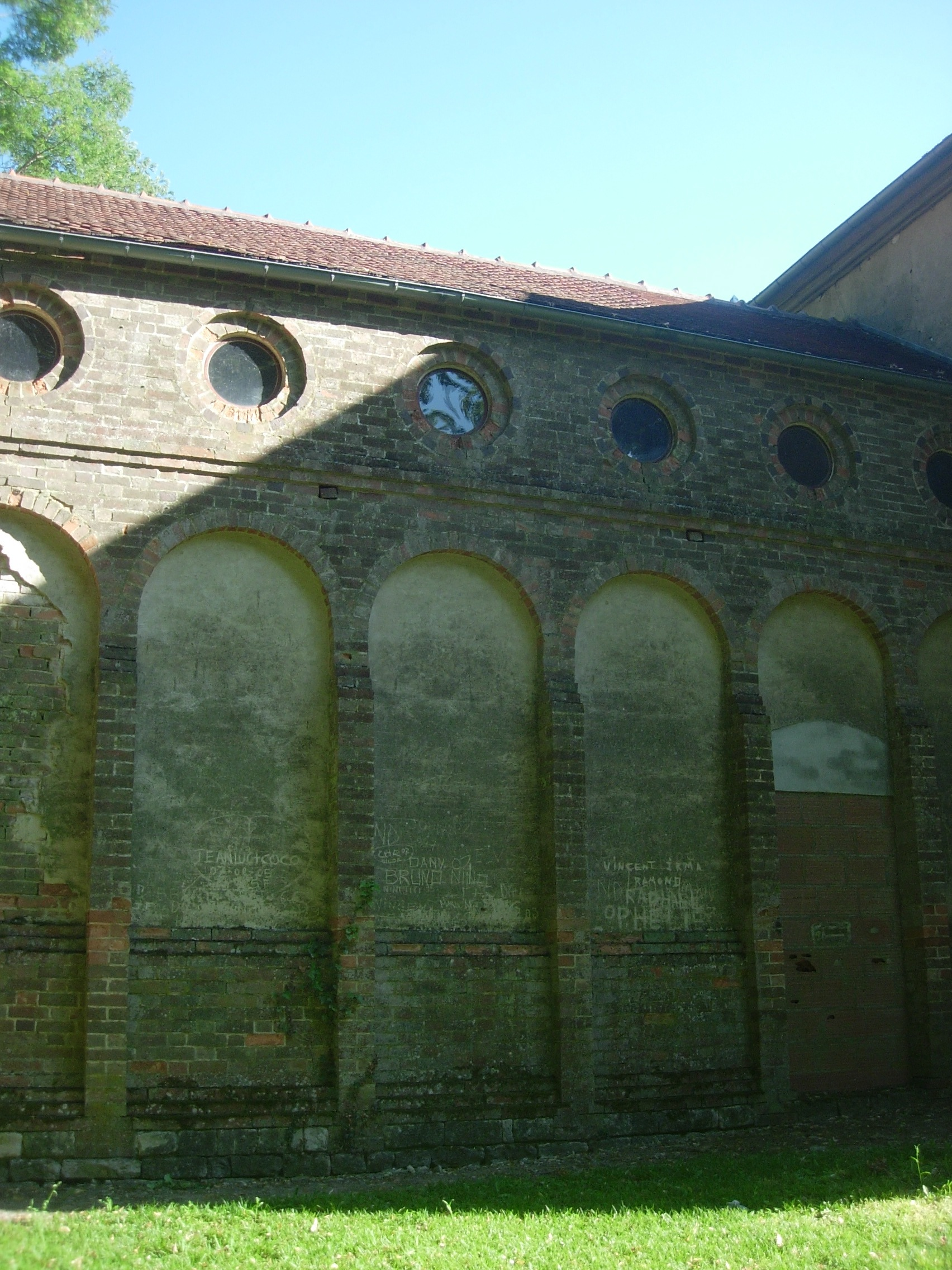
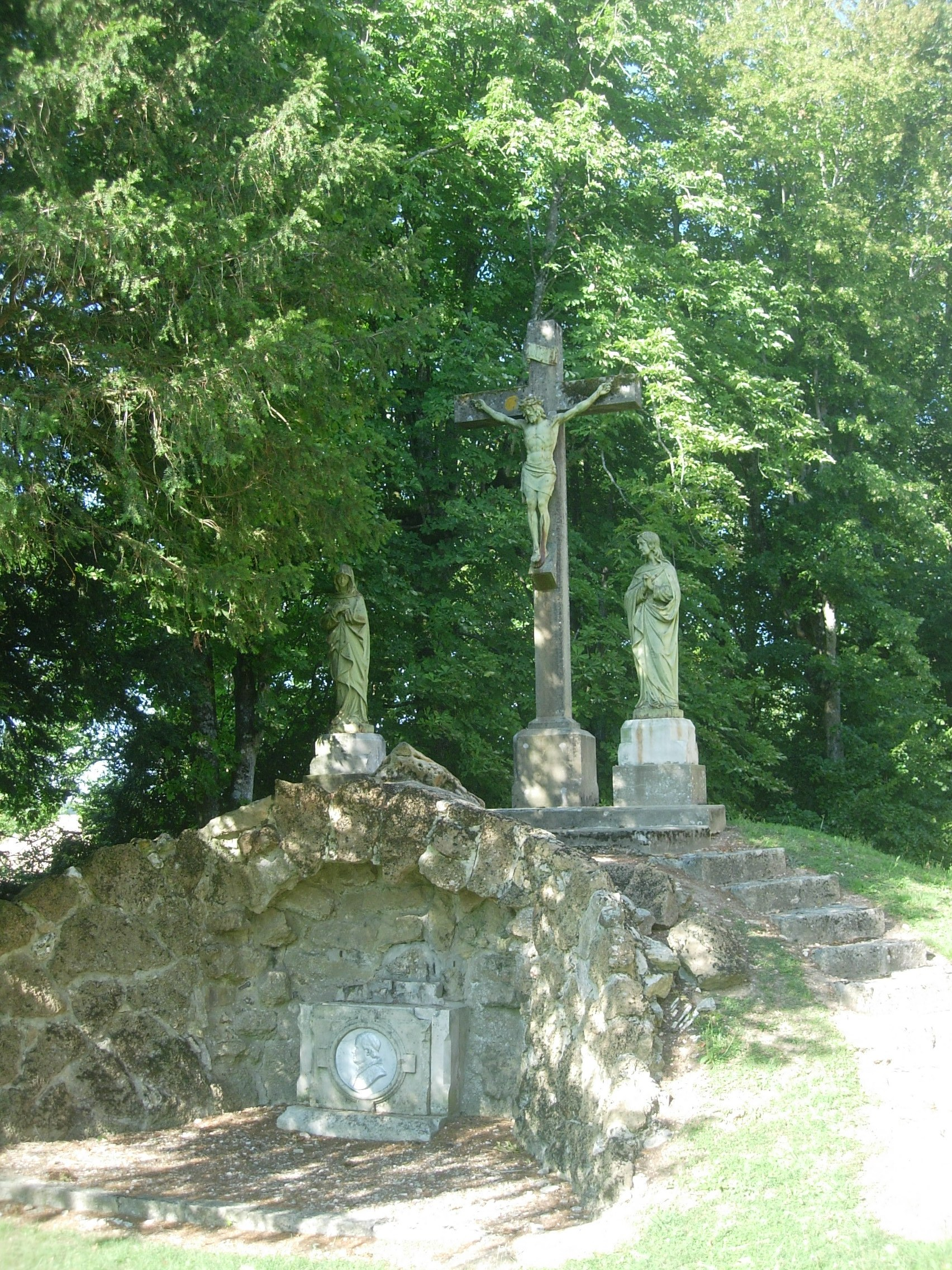
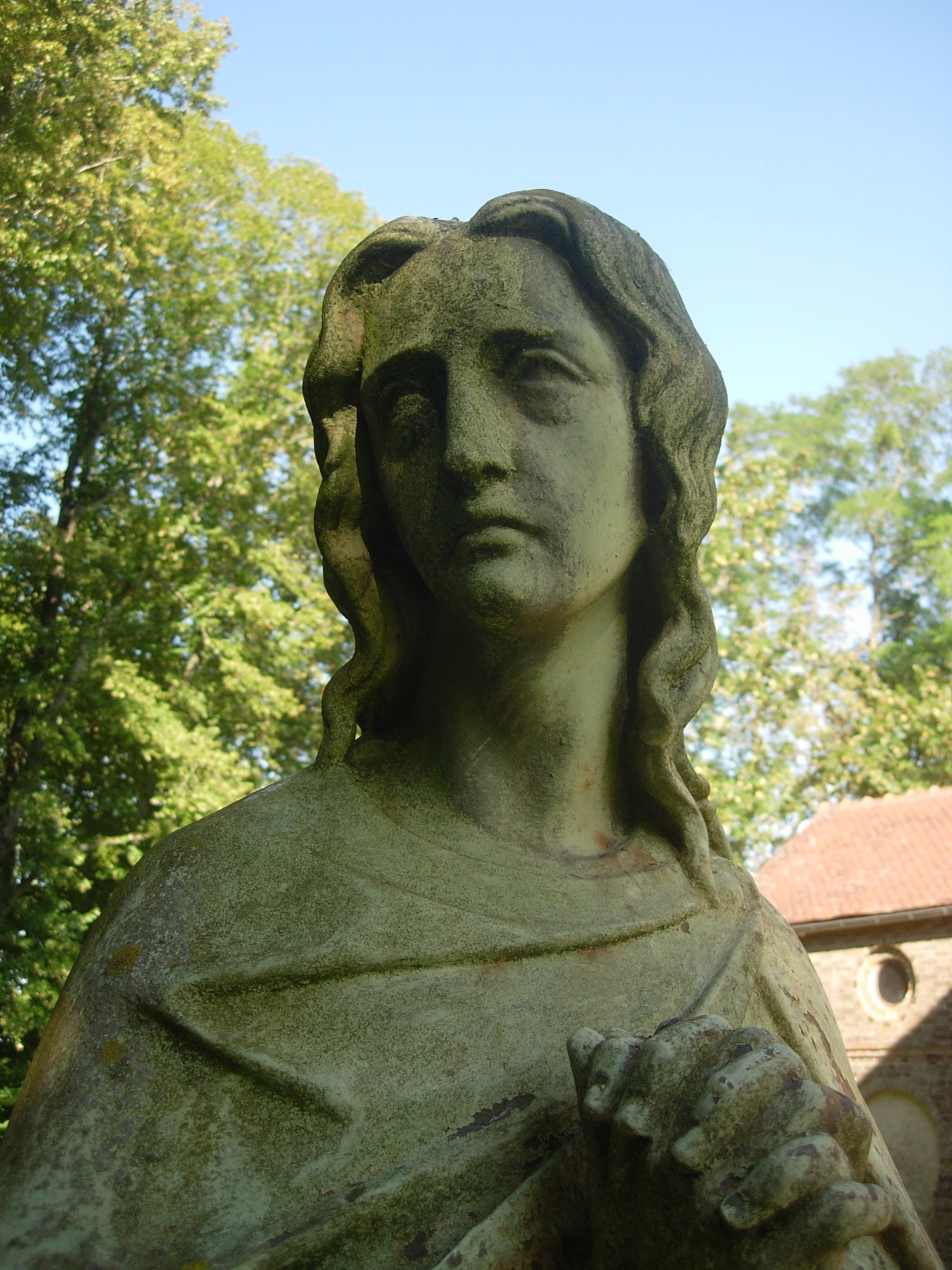
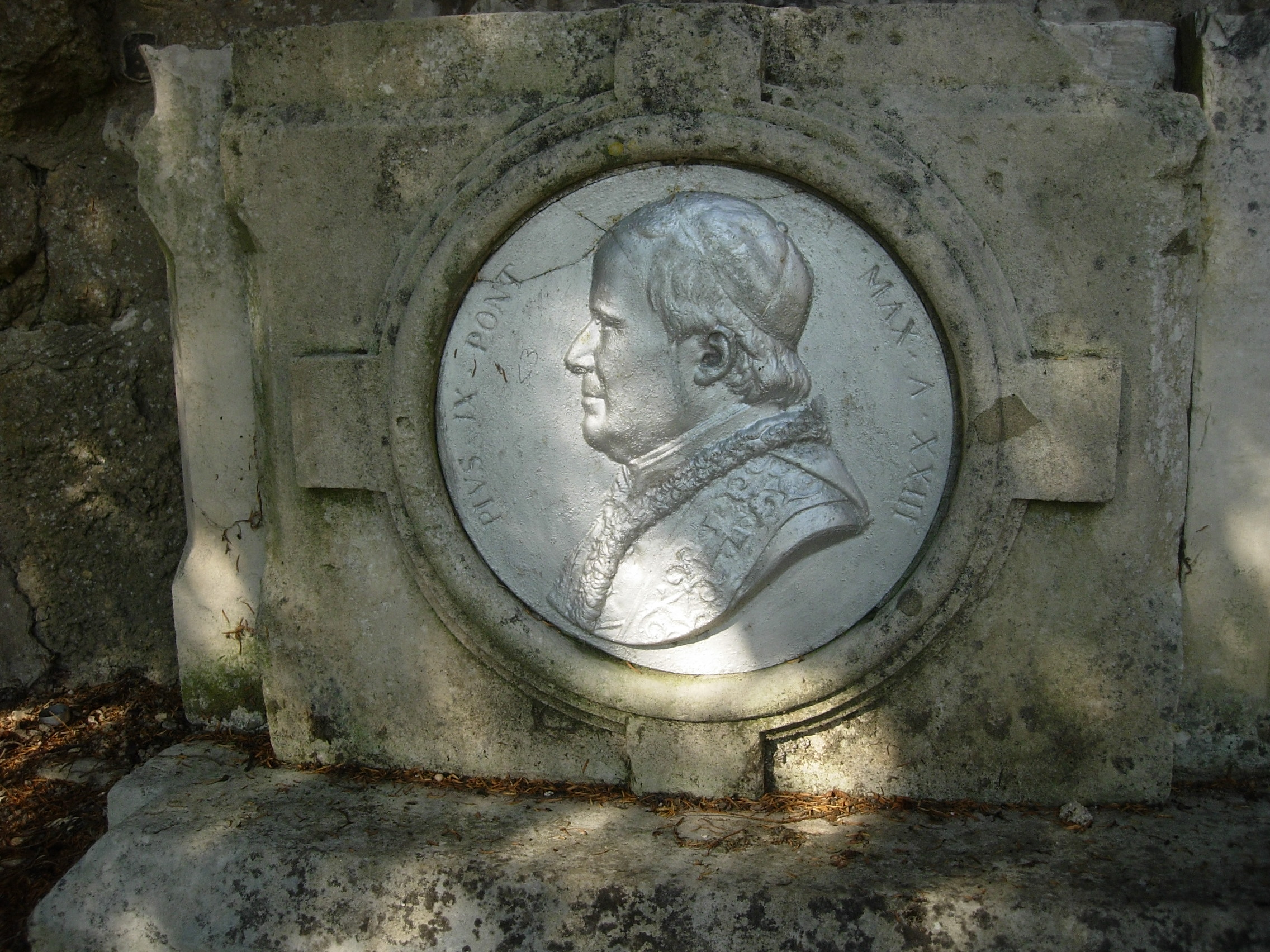